# Oban
Oban (skotsk gælisk: An t-Òban Skabelon:IPA-gd der betyder Den lille Bugt) er en kystby i Argyll and Bute, Skotland. På trods af den relativt lille størrelse, så er det den største by mellem Helensburgh and Fort William. I turistsæsonen kan byen have en midlertidig befolkning på over 24.000 personer.
Oban ligger ud til Firth of Lorn. Bugten dannet en næsten perfekte hestesko-form, og den er beskyttet af øen Kerrera og længere ude Isle of Mull. Mod nord ligger den lange lave ø Lismore og bjergene Morvern og Ardgour.
Blandt byens attraktioner er strandene, McCaig's Tower, The Oban War and Peace Museum og whiskydestilleriet Oban, der har produceret skotsk whisky siden 1794.